# 加賀市立河南小学校
河南小学校（かがしりつ かわみなみしょうがっこう）は、石川県加賀市にある公立小学校。

## 沿革
明治　８．　８　　河南九十二番地に民家を借り、教室に充て学校を開く。
明治　９．　６　　児童増加により、校舎を新築する。
明治１５　　　　　学制の改正により、学区内に河南小学校と龍門小学校と長谷田小学校ができる。
明治２０．　４　　学制改正により商易科小学校となる。
明治２５．　　　　学制改革により尋常小学校となる。
明治４１．　４　　学制改正により尋常第５学年設置される。
明治４２．　４　　尋常第６学年設置。
明治４２．　８　　硝子窓に改められた。
明治４３．　９　　河南・長谷田の小学校を合併し、河南小学校が創設される。
明治４５．　１　　現在の位置に校舎を建築し、全児童を収容する。
大正　８．　４　　修業年限２ヵ年の高等科を設置する。
昭和　３．１１　　講堂兼雨天体操場、新築落成。
昭和１２．１０　　１０教室、４１３坪の校舎新築落成。
昭和１６．　４　　国民学校令が施行され、河南国民学校と改称される。
昭和２２．　３　  学校教育法が公布され、河南村立河南小学校と改称される。
　　　　　　　　　新制河南村立中学校が設置される。
昭和３０．　４　　町村合併により山中町立河南小学校と改称される。
昭和３１．　５　　旧校舎の改築が終わり、新校舎２７７坪が落成される。
昭和３３．　４　　併設河南中学校が山中中学校に統合される。
昭和３５．１２　　創立５０周年記念式を行う。
昭和４０．　１　　給食室が竣工し、完全給食を実施する。
昭和４０．１１　　ステージ増築、体育館床張り替え工事が竣工する。
昭和４１．　４　　聖城高校山中分校が併置され、旧校舎階上５教室を専用する。
昭和４２．　７　　プ～ル（２５ｍ×１３ｍ）が竣工する。
昭和４３．　４　　山中町給食センターの竣工に伴い、給食室の調理を廃止する。
昭和４４．　４　　１学級増に対し、旧給食室を改装し、音楽室に充当する。
昭和４５．　４　　～４７．　４　　１学級増に対し、高校の教室を普通教室に充当する。
昭和４８．　３　　聖城高校山中分校廃校。
昭和４９．　４　　通学区域変更に伴い、塚谷地区児童４年以下、山中小学校へ転出。
　　　　　　　　　１学級増につき、礼法室を改造充当する。
昭和５０．　４　　校舎改築促進委員会が組織され、改築促進運動が展開される。
昭和５３．　３　　新校舎改築の起工式が行われる。
昭和５３．１２　　新校舎１期工事完成、入舎式が行われる。
昭和５４．　３　　新校舎完成、竣工式が行われる。（創立７０周年記念）
昭和５４．　７　　新プール完成、修祓式ならびにプール開きが行われる。
昭和５４．　８　　運動場の整備がなされる。
平成　２．　８　　第２次運動場整備。
平成　４．　８　　校舎廊下・職員室の床・塩ビ長尺床材改修整備。
平成　４．１２　　温室設置される。（前庭）
平成　５．　９　　ランチルーム設置される。（１階空教室およびワークスペースを改修）。
平成　６．　９　　体育館屋根、塗装。
平成　７．　７　　校長室・職員室・保健室に冷房機設置。
平成　８．　４　　コンピュータ１１台設置。
平成　９．１２　　農具舎設置。
平成１０．　８　　洋式トイレ（洗浄・暖房付）、１階男女トイレそれぞれに設置・完成。
平成１１．１０　　玄関前障害者椅子用スロープ、校内階段手すり、コーナー手すり、保健室シャワー設備、
                 設置完成。
平成１２．　８　　体育館屋根葺き替え補修。
平成１４．　４　　運動場（１００ｍ直線コース）拡張工事完成。
平成１４．　４　　体育館玄関風除室完成。
平成１４．　８　　洋式トイレ２・３階男女トイレ設置。
平成１４．１２　　コンピュータ２８台設置。
平成１５．　７　　百葉箱設置。
平成１６．　３　　フェンス補修。
平成１７．　３　　玄関インターホン外付け設置。
平成１７．１０　　市町村合併により、加賀市立河南小学校と改称される。
平成１８．　８　　児童登下校安全確保のため地域見守り隊発足。
平成１９．１１　　文部科学省　学力向上拠点形成事業校として研究発表をする。
平成２０．　３　　畑にイノシシ除けフェンス設置。
平成２０．　４    校舎体育館耐震大規模改修工事着工。
平成２０．１２　　同完成。
平成２１．　３　　創立１００周年記念式典を行う。
平成２２．４～　　田んぼの学校推進プロジェクト（石川県指定）
平成２３．４～　　いしかわ森と田んぼの学校推進プロジェクト（農業農村体験学校・石川県指定）、学校環境ISOモデル校
平成２４．４～　　読書活動推進校（石川県教育委員会指定）
平成２４．１０　　百葉箱屋根、運動場フェンス補修
平成２５．　６　　体育館裏フェンス改修・設置
平成27.７～8　      体育館天井耐震改修工事
平成28.　　４　　特別支援学級(くすのき・せいりゅう)新設による教室改修工事
平成29　　4          教育相談室の設置　スクールカウンセラー配置
平成29　　6　　　プール濾過器改修
平成29　　11　　校舎北側フェンス張り替え　

## 通学区域
- 加賀市山中温泉上原町、山中温泉しらさぎ団地、山中温泉漆器団地、山中温泉長谷田町、山中温泉日の出団地、山中温泉泉町、山中温泉旭町、山中温泉中田町、山中温泉二天町、山中温泉宮の杜山中温泉[1]

## 進学先中学校
- 加賀市立山中中学校[1]

## 交通アクセス
- 北陸本線 加賀温泉駅下車

最寄りのバス停	中田バス停留所
加賀温泉バス(温泉山中) 